# Да спиш с врага
„Да спиш с врага“ (на английски: Sleeping with the Enemy) е американски психологически трилър от 1991 г. на режисьора Джоузеф Рубен, по сценарий на Роналд Бас, и е базиран на едноименния роман, написан от Нанси Прайс. Във филма участват Джулия Робъртс, Патрик Бъргън, Кевин Андерсън и Елизабет Лорънс. Филмът е пуснат по кината на 8 февруари 1991 г., където получава негативни отзиви от критиците, но е успех в боксофиса, който печели 175 млн. щ.д. при бюджет от 19 млн. щ.д.